# Mitchell Island, British Columbia
Mitchell Island är en ö i Kanada.   Den ligger i provinsen British Columbia, i den sydvästra delen av landet, 3 500 km väster om huvudstaden Ottawa. Arean är 4,0 kvadratkilometer.
Runt Mitchell Island är det i huvudsak tätbebyggt. Runt Mitchell Island är det mycket tätbefolkat, med 1 177 invånare per kvadratkilometer.